# Harricana
De Harricana is een rivier in Canada met een lengte van 533 km, die ontspringt in het Blouinmeer en uitmondt in de Jamesbaai.
Het debiet bedraagt 570 m³/s. Het stroomgebied heeft een oppervlakte van 29.300 km². Zijrivieren zijn de Turgeon en de Kesagami.
- Virtual International Authority File: 105148570687124312080
- WorldCat: E39PBJvht8chWw98r37gxQkv73